# Promozione 1912-1913
La Promozione 1912-1913 fu un campionato cadetto di calcio disputato in Italia. La manifestazione fu organizzata su base locale dai comitati regionali della FIGC.
Il torneo di Promozione fu organizzato distintamente in sei delle sette regioni calcisticamente attive del Paese, non erano previste finali nazionali e le vincitrici dei gironi guadagnavano la salita in Prima Categoria. Al campionato poteva iscriversi qualsiasi società, anche di nuova affiliazione, purché in grado di allestire un campo di gioco avente dimensioni superiori al minimo richiesto dalla Federazione, 90x45 m, e dotato di una palizzata in legno che avrebbe permesso di far pagare il biglietto d'ingresso. I club che invece non potevano fornire queste garanzie alla FIGC omologando il proprio campo potevano disputare solo il campionato di Terza Categoria.

## Il progetto Valvassori-Faroppa
La "Promozione" nacque durante l'Assemblea FIGC del 1912. La riforma si rese necessaria per l'avvenuto riempimento dell'organico della Prima Categoria, rendendo necessario l'introduzione del meccanismo di retrocessione e promozione, e per le proteste dei piccoli club di Seconda Categoria, schiacciati dalla concorrenza delle formazioni riserve delle grandi squadre.
Arrivati all'annuale Assemblea Federale che si svolse a Torino il 31 agosto 1912, vennero discussi e messi ai voti due progetti, tra i quali si impose il piano Valvassori-Faroppa che prevedeva la fase regionale per ognuna delle 3 categorie di gioco, l'istituzione del campionato Riserve per le squadre di Prima Categoria e l'istituzione di un vero campionato di promozione:
- il campionato di Prima Categoria si doveva disputare con un massimo di 6 squadre per regione e col sistema del girone doppio di andata e ritorno, e le vincenti di tutte le regioni si sarebbero affrontate nel girone nazionale, sempre a girone doppio; scendevano in campo diverse sezioni: Piemonte, Lombardia, Liguria, Veneto-Emilia, e le vincenti dei Comitati istituiti in Italia Centrale, Meridionale e Insulare;
- per il campionato di Promozione il progetto prevedeva la retrocessione immediata in Promozione dell'ultima squadra classificata di tutti i gironi.[2]

Il progetto fu approvato a maggioranza con il prospettato scambio di promosse e retrocesse tra Prima Categoria e Promozione perché riduceva notevolmente le spese delle trasferte e permetteva l'ingresso in Prima Categoria a molte società già da tempo desiderose di accedere alla massima categoria nazionale.

## Campionati regionali
L'ambiguità del regolamento aprì il campo a divergenti interpretazioni dai vari comitati organizzatori. Al prospettato interscambio fra i due campionati maggiori infatti, non corrispose un'armonizzazione delle due strutture dato che, se la neonata Promozione fu creata ad immagine della riforma, la Prima Categoria fu solo parzialmente toccata, mantenendovi gruppi interregionali non applicando quindi il previsto tetto di sei club per regione.

## Piemonte

### Avvenimenti
Il campionato piemontese, organizzato direttamente dalla presidenza federale, fu giocato da tre squadre selezionate ex novo: la Biellese unico club titolare della vecchia Seconda Categoria, la Vigor secondo alcune fonti vincitrice della Terza Categoria e fresca perdente delle qualificazioni per il massimo campionato, e l’Alessandria rappresentante di una delle città fondatrici della Federazione. Il campionato fu segnato da alcune polemiche. L'incontro Veloces-Alessandria del 12 gennaio 1913, terminato 2-2, fu annullato per irregolarità e ripetuto il 9 marzo sul campo neutro di Torino. L'Alessandria si impose per 2-0 nella ripetizione e i biellesi, per protesta, non si presentarono nell'incontro della settimana successiva con il Vigor, che così poté agganciare in vetta gli alessandrini, rendendo necessario lo spareggio tra le due compagini. Il suddetto spareggio si disputò il 30 marzo 1913 a Novara e vide prevalere l'Alessandria per 3-0 che così conquistò la promozione. Successivamente fu ammesso nella massima categoria anche il Vigor.

### Classifica finale
|  | Pos. | Squadra        | Pt | G | V | N | P | GF | GS | DR |
|  | ---- | -------------- | -- | - | - | - | - | -- | -- | -- |
|  | 1.   | Alessandria    | 6  | 4 | 3 | 0 | 1 | 8  | 3  | +5 |
|  | 2.   | Vigor Torino   | 6  | 4 | 3 | 0 | 1 | 6  | 3  | +3 |
|  | 3.   | Veloces Biella | 0  | 4 | 0 | 0 | 4 | 3  | 11 | -8 |

### Spareggio
|             | Risultati |       | Luogo e data          |
| ----------- | --------- | ----- | --------------------- |
| Alessandria | 3-0       | Vigor | Novara, 30 marzo 1913 |
|             |           |       |                       |

### Risultati

#### Calendario
| Andata (1ª) | Andata (1ª)   | Prima giornata      | Ritorno (4ª) | Ritorno (4ª) |
|             |               |                     |              |              |
| 9 mar.      | 0-2           | Veloces-Alessandria | 2-4          | 2 feb.       |
| 9 mar.      | Riposa: Vigor |                     |              | 2 feb.       |

| Andata (2ª) | Andata (2ª)     | Seconda giornata  | Ritorno (5ª) | Ritorno (5ª) |
|             |                 |                   |              |              |
| 19 gen.     | 2-0             | Alessandria-Vigor | 0-1          | 9 feb.       |
| 19 gen.     | Riposa: Veloces |                   |              | 9 feb.       |

| Andata (3ª) | Andata (3ª)         | Terza giornata | Ritorno (6ª) | Ritorno (6ª) |
|             |                     |                |              |              |
| 26 gen.     | 3-1                 | Vigor-Veloces  | 2-0          | 16 mar.      |
| 26 gen.     | Riposa: Alessandria |                |              | 16 mar.      |

#### Tabellone
|             | ALE  | VEL  | VIG  |
| ----------- | ---- | ---- | ---- |
| Alessandria | –––– | 4-2  | 2-0  |
| Veloces     | 0-2  | –––– | 0-2  |
| Vigor       | 1-0  | 3-1  | –––– |

### Verdetti finali
- Alessandria promossa in Prima Categoria 1913-1914.
- Vigor successivamente ammessa in Prima Categoria.

## Liguria
Il Comitato Regionale Ligure prese due club già noti in Seconda Categoria, di cui uno fresco perdente delle qualificazioni al massimo campionato, più una impossibilitata a giocare con le altre squadre piemontesi a causa degli alti costi dei trasporti pubblici dell'epoca.

### Classifica finale
|  | Pos. | Squadra               | Pt | G | V | N | P | GF | GS | DR |
|  | ---- | --------------------- | -- | - | - | - | - | -- | -- | -- |
|  | 1.   | Liguria               | 6  | 4 | 3 | 0 | 1 |    |    |    |
|  | 2.   | Savonese              | 6  | 4 | 3 | 0 | 1 |    |    |    |
|  | 3.   | Forza e Virtù di Novi | 0  | 4 | 0 | 0 | 4 |    |    |    |

### Spareggio per il primo posto in classifica
|         | Risultati |             | Luogo e data          |
| ------- | --------- | ----------- | --------------------- |
| Liguria | 1-0 dts   | FG Savonese | Genova, 16 marzo 1913 |
|         |           |             |                       |

### Risultati

#### Calendario
Fonte:
| Andata (1ª) | Andata (1ª)      | Prima giornata        | Ritorno (4ª) | Ritorno (4ª) |
|             |                  |                       |              |              |
| 8 dic.      | ?-?              | Forza e Virtù-Liguria | 1-2          | 29 dic.      |
| 8 dic.      | Riposa: Savonese |                       |              | 29 dic.      |

| Andata (2ª) | Andata (2ª)     | Seconda giornata       | Ritorno (5ª) | Ritorno (5ª) |
|             |                 |                        |              |              |
| 15 dic.     | 1-0             | Savonese-Forza e Virtù | 4-1          | 5 gen.       |
| 15 dic.     | Riposa: Liguria |                        |              | 5 gen.       |

| Andata (7ª) | Andata (7ª)           | Terza giornata   | Ritorno (18ª) | Ritorno (18ª) |
|             |                       |                  |               |               |
| 22 dic.     | -                     | Liguria-Savonese | 2-6           | 9 feb.        |
| 22 dic.     | Riposa: Forza e Virtù |                  |               | 9 feb.        |

### Verdetti finali
- Liguria promossa in Prima Categoria 1913-1914.
- Fratellanza Ginnastica Savonese successivamente ammessa anch'essa in Prima Categoria.

## Lombardia

### Avvenimenti
Al campionato di Promozione 1912-1913 furono ammesse le società che potevano contare di:
- un campo proprio di dimensioni minimo 90x45 e cintato per poter permettere il pagamento del biglietto all'ingresso;
- una squadra di notevole spessore tecnico a giudizio insindacabile del Comitato Regionale Lombardo della FIGC;
- aver già partecipato a tornei e campionati indetti dal Comitato Regionale Lombardo ed almeno 2 anni di anzianità;
- essere in regola con la cassa del Comitato Regionale Lombardo.

Oltre al Como, affiliato dal 1910 e basato nello Stadium via dei Mille, e alla Lambro affiliata dal 1911, che avevano partecipato infruttuosamente al concorso di ammissione alla Prima Categoria, e alla Unitas ben comportatasi in Seconda Categoria 1911-1912 così come il Luino, campo di dim. 110x65, affiliato dal 1910, la scelta degli altri club ricadde su: Ausonia, affiliata alla F.I.F. dal 1905 ma, poiché afflitta da problemi economici, appena fusasi con la Pro Gorla il 7 gennaio 1912; Juventus Italia affiliata dal 1911; Nazionale Lombardia sul campo "Maddalena" inaugurato 12 novembre 1911; Savoia finalista del campionato di Terza Categoria 1911-12; e Brescia vincitore del campionato di Terza Categoria 1911-12.
Il Comitato Regionale Lombardo interpretò a suo modo il regolamento e, vista la previsione di sei club per regione nella massima categoria, frequentata da quattro squadre lombarde, dispose una doppia promozione dalla cadetteria. L’ambiguità del regolamento su una eventuale terza promossa, nel caso poi verificatosi di una retrocessa dalla massima categoria, fu tra i punti nodali che provocheranno una nuova riforma lassista dei campionati.

### Classifica finale
|  | Pos. | Squadra             | Pt | G  | V  | N | P  | GF | GS | DR  |
|  | ---- | ------------------- | -- | -- | -- | - | -- | -- | -- | --- |
|  | 1.   | Nazionale Lombardia | 28 | 16 | 13 | 2 | 1  | 43 | 12 | +31 |
|  | 2.   | Juventus Italia     | 24 | 16 | 11 | 2 | 3  | 49 | 18 | +31 |
|  | 3.   | Lambro              | 19 | 16 | 9  | 1 | 6  | 37 | 26 | +11 |
|  | 4.   | Unitas              | 18 | 16 | 8  | 2 | 6  | 26 | 22 | +4  |
|  | 5.   | Como                | 15 | 16 | 7  | 1 | 8  | 28 | 31 | -3  |
|  | 6.   | Ausonia Pro Gorla   | 14 | 16 | 6  | 2 | 8  | 29 | 33 | -4  |
|  | 7.   | Brescia             | 13 | 16 | 6  | 1 | 9  | 17 | 29 | -12 |
|  | 8.   | Savoia Milano       | 9  | 16 | 3  | 3 | 10 | 23 | 35 | -12 |
|  | 9.   | Luino               | 4  | 16 | 2  | 0 | 14 | 16 | 62 | -46 |

Legenda:
      Promosso in Prima Categoria 1913-1914.
      Successivamente ammesso in Prima Categoria 1913-1914.
Regolamento:
Due punti a vittoria, uno a pareggio, zero a sconfitta.
In caso di pari punti, spareggio per l'assegnazione del 3º e 4º posto.
Pari merito in caso di pari punti per tutte le altre posizioni in classifica.

### Risultati

#### Calendario
| Andata (1ª) | Andata (1ª)    | Prima giornata                      | Ritorno (10ª) | Ritorno (10ª) |
|             |                |                                     |               |               |
| 17 nov.     | 5-0            | Como-Brescia                        | 1-0           | 19 gen.       |
| 17 nov.     | 0-2            | Nazionale Lombardia-Juventus Italia | 7-1           | 19 gen.       |
| 17 nov.     | 2-0            | Unitas-Ausonia                      | 2-3           | 19 gen.       |
| 17 nov.     | 3-0            | Lambro-Luino                        | 2-0           | 19 gen.       |
| 17 nov.     | Riposa: Savoia |                                     |               | 19 gen.       |

| Andata (2ª) | Andata (2ª)     | Seconda giornata            | Ritorno (11ª) | Ritorno (11ª) |
|             |                 |                             |               |               |
| 24 nov.     | 0-1             | Brescia-Nazionale Lombardia | 0-1           | 26 gen.       |
| 24 nov.     | 3-1             | Luino-Savoia                | 3-10          | 26 gen.       |
| 24 nov.     | 0-4             | Unitas-Como                 | 5-0           | 26 gen.       |
| 24 nov.     | 1-5             | Juventus Italia-Lambro      | 1-3           | 26 gen.       |
| 24 nov.     | Riposa: Ausonia |                             |               | 26 gen.       |

| Andata (3ª) | Andata (3ª)   | Terza giornata             | Ritorno (12ª) | Ritorno (12ª) |
|             |               |                            |               |               |
| 1 dic.      | 4-1           | Lambro-Brescia             | 0-3           | 13 apr.       |
| 1 dic.      | 1-1           | Nazionale Lombardia-Unitas | 1-1           | 2 feb.        |
| 1 dic.      | 2-0           | Juventus Italia-Savoia     | 1-1           | 2 feb.        |
| 1 dic.      | 0-4           | Ausonia-Como               | 2-2           | 2 feb.        |
| 1 dic.      | Riposa: Luino |                            |               | 2 feb.        |

| Andata (4ª) | Andata (4ª)  | Quarta giornata             | Ritorno (13ª) | Ritorno (13ª) |
|             |              |                             |               |               |
| 8 dic.      | 0-0          | Brescia-Savoia              | 0-1           | 9 feb.        |
| 13 apr.     | 0-2          | Ausonia-Nazionale Lombardia | 1-3           | 9 feb.        |
| 8 dic.      | 1-0          | Unitas-Lambro               | 2-0           | 9 feb.        |
| 8 dic.      | 3-0          | Juventus Italia-Luino       | 3-0           | 9 feb.        |
| 8 dic.      | Riposa: Como |                             |               | 9 feb.        |

| Andata (5ª) | Andata (5ª)             | Quinta giornata          | Ritorno (14ª) | Ritorno (14ª) |
|             |                         |                          |               |               |
| 15 dic.     | 0-2                     | Luino-Brescia            | 2-3           | 16 feb.       |
| 15 dic.     | 2-3                     | Lambro-Ausonia           | 4-0           | 16 feb.       |
| 15 dic.     | 0-3                     | Savoia-Unitas            | 0-2           | 16 feb.       |
| 15 dic.     | 1-0                     | Nazionale Lombardia-Como | 4-2           | 16 feb.       |
| 15 dic.     | Riposa: Juventus Italia |                          |               | 16 feb.       |

| Andata (6ª) | Andata (6ª)                 | Sesta giornata          | Ritorno (15ª) | Ritorno (15ª) |
|             |                             |                         |               |               |
| 22 dic.     | 1-7                         | Brescia-Juventus Italia | 2-1           | 23 feb.       |
| 22 dic.     | 2-2                         | Ausonia-Savoia          | 2-1           | 23 feb.       |
| 22 dic.     | 2-0                         | Lambro-Como             | 3-2           | 23 feb.       |
| 22 dic.     | 2-0                         | Unitas-Luino            | 1-3           | 23 feb.       |
| 22 dic.     | Riposa: Nazionale Lombardia |                         |               | 23 feb.       |

| Andata (7ª) | Andata (7ª)     | Settima giornata           | Ritorno (16ª) | Ritorno (16ª) |
|             |                 |                            |               |               |
| 29 dic.     | 3-1             | Nazionale Lombardia-Lambro | 0-0           | 2 mar.        |
| 29 dic.     | 0-1             | Savoia-Como                | 3-0           | 2 mar.        |
| 29 dic.     | 1-1             | Juventus Italia-Unitas     | 4-1           | 2 mar.        |
| 29 dic.     | 2-4             | Luino-Ausonia              | 0-8           | 2 mar.        |
| 29 dic.     | Riposa: Brescia |                            |               | 2 mar.        |

| Andata (8ª) | Andata (8ª)    | Ottava giornata            | Ritorno (17ª) | Ritorno (17ª) |
|             |                |                            |               |               |
| 5 gen.      | 3-2            | Unitas-Brescia             | 1-2           | 9 mar.        |
| 5 gen.      | 4-0            | Como-Luino                 | 3-1           | 9 mar.        |
| 5 gen.      | 2-1            | Nazionale Lombardia-Savoia | 8-1           | 9 mar.        |
| 5 gen.      | 0-3            | Ausonia-Juventus Italia    | 0-4           | 9 mar.        |
| 5 gen.      | Riposa: Lambro |                            |               | 9 mar.        |

| \| Andata (9ª) \| Andata (9ª) \| Nona giornata \| Ritorno (18ª) \| Ritorno (18ª) \| \| \| \| \| \| \| \| 12 gen. \| 1-0 \| Brescia-Ausonia \| 0-2 \| 16 mar. \| \| 12 gen. \| 6-0 \| Juventus Italia-Como \| 2-0 \| 16 mar. \| \| 12 gen. \| 5-2 \| Lambro-Savoia \| 5-0 \| 16 mar. \| \| 12 gen. \| 2-5 \| Luino-Nazionale Lombardia \| 0-8 \| 16 mar. \| \| 12 gen. \| Riposa: Unitas \| \| \| 16 mar. \| |                |                           |               |               |
| Andata (9ª) | Andata (9ª)    | Nona giornata             | Ritorno (18ª) | Ritorno (18ª) |
| |                |                           |               |               |
| 12 gen. | 1-0            | Brescia-Ausonia           | 0-2           | 16 mar.       |
| 12 gen. | 6-0            | Juventus Italia-Como      | 2-0           | 16 mar.       |
| 12 gen. | 5-2            | Lambro-Savoia             | 5-0           | 16 mar.       |
| 12 gen. | 2-5            | Luino-Nazionale Lombardia | 0-8           | 16 mar.       |
| 12 gen. | Riposa: Unitas |                           |               | 16 mar.       |

#### Tabellone
|                     | APG  | BRE  | COM  | JIT  | LAM  | LUI  | NLO  | SAV  | UNI  |
| ------------------- | ---- | ---- | ---- | ---- | ---- | ---- | ---- | ---- | ---- |
| Ausonia Pro Gorla   | –––– | 2-0  | 2-2  | 0-3  | 0-4  | 8-0  | 0-2  | 2-2  | 3-2  |
| Brescia             | 1-0  | –––– | 0-1  | 1-7  | 3-0  | 3-0  | 0-1  | 0-0  | 2-1  |
| Como                | 3-2  | 5-0  | –––– | 0-2  | 2-3  | 4-0  | 2-4  | 1-3  | 0-5  |
| Juventus Italia     | 4-0  | 1-2  | 6-0  | –––– | 1-5  | 3-0  | 1-7  | 2-0  | 1-1  |
| Lambro              | 2-3  | 4-1  | 2-0  | 1-8  | –––– | 3-0  | 0-0  | 5-2  | 0-2  |
| Luino               | 2-4  | 0-2  | 1-3  | 0-3  | 0-2  | –––– | 2-5  | 3-1  | 3-1  |
| Nazionale Lombardia | 3-1  | 1-0  | 1-0  | 0-2  | 3-1  | 8-0  | –––– | 2-1  | 1-1  |
| Savoia              | 1-2  | 1-0  | 0-1  | 1-1  | 0-5  | 10-3 | 1-3  | –––– | 0-3  |
| Unitas              | 2-0  | 3-2  | 0-4  | 0-4  | 1-0  | 2-0  | 0-2  | 2-0  | –––– |

### Verdetti finali
- Nazionale Lombardia, Juventus Italia e Lambro promosse in Prima Categoria 1913-1914.
- In seguito, all'Assemblea Federale del luglio 1913, anche Como e Brescia furono ammesse alla Prima Categoria.
- Lambro, mancante del campo e in difficoltà finanziarie, e Unitas si fusero dando vita all'A.M.C., l'Associazione Milanese Calcio.

## Veneto

### Avvenimenti
Al campionato veneto di Promozione presero parte solo tre formazioni: l'Udine e le due squadre padovane, il Padova e il Petrarca. Le prime due sarebbero state promosse nella massima serie, dato che anche il Comitato Regionale Veneto approfittò della norma del regolamento sui sei club per regione nelle alte sfere.
Il campionato iniziò il 13 aprile con il derby tra Padova e Petrarca che terminò con la schiacciante vittoria del Petrarca per 6-0. Petrarca che poi andò a ipotecare la promozione in categoria superiore battendo nella seconda giornata l'Udine. Alla terza giornata, disputatasi il 27 aprile 1913, si affrontarono Padova e Udine in una partita importantissima per entrambe le squadre; alla fine prevalsero i friulani per 3-1 grazie a una doppietta di Porta (al 20' e al 27') e a una rete di Corso (60'); inutili i tentativi di rimonta del Padova che accorciò le distanze con Pedrina II al 30'.
Alla quarta giornata ci fu di nuovo il derby padovano; questa volta fu molto più combattuto e equilibrato di quello dell'andata e finì 2-2; con questo pareggio il Petrarca conquistò la promozione matematica in massima serie. Nella quinta giornata il Petrarca sconfisse di nuovo l'Udine alimentando le speranze di promozione nei cugini del Padova che restavano così in corsa per la promozione.
All'ultima giornata, disputatasi il 18 maggio 1913, si disputò l'incontro tra Udine e Padova; in caso di vittoria i patavini avrebbero scavalcato in classifica l'Udine e avrebbero conquistato la promozione in massima serie mentre all'Udine bastava anche il pareggio. La partita venne dominata dai friulani che travolse i padovani per 5-0 e conquistò così secondo posto e promozione in Prima Categoria.

### Classifica finale
|  | Pos. | Squadra  | Pt | G | V | N | P | GF | GS | DR  |
|  | ---- | -------- | -- | - | - | - | - | -- | -- | --- |
|  | 1.   | Petrarca | 7  | 4 | 3 | 1 | 0 | 14 | 5  | +9  |
|  | 2.   | Udine    | 4  | 4 | 2 | 0 | 2 | 11 | 7  | +4  |
|  | 3.   | Padova   | 1  | 4 | 0 | 1 | 3 | 3  | 16 | -13 |

### Risultati

#### Calendario
| Andata (1ª) | Andata (1ª)   | Prima giornata  | Ritorno (4ª) | Ritorno (4ª) |
|             |               |                 |              |              |
| 13 apr.     | 6-0           | Petrarca-Padova | 2-2          | 4 mag.       |
| 13 apr.     | Riposa: Udine |                 |              | 4 mag.       |

| Andata (2ª) | Andata (2ª)    | Seconda giornata | Ritorno (5ª) | Ritorno (5ª) |
|             |                |                  |              |              |
| 20 apr.     | 2-4            | Udine-Petrarca   | 2-3          | 11 mag.      |
| 20 apr.     | Riposa: Padova |                  |              | 11 mag.      |

| Andata (7ª) | Andata (7ª)      | Terza giornata | Ritorno (18ª) | Ritorno (18ª) |
|             |                  |                |               |               |
| 27 apr.     | 1-3              | Padova-Udine   | 0-5           | 18 mag.       |
| 27 apr.     | Riposa: Petrarca |                |               | 18 mag.       |

### Verdetti finali
- Petrarca e Udinese promosse in Prima Categoria 1913-1914.

## Toscana

### Avvenimenti
Il girone di Promozione della Toscana fu formato da quattro società, due di Firenze e le altre di Lucca e Prato. Primo nel girone si piazzò la Libertas di Firenze, società ginnastica che aveva assorbito la Juventus Foot-Ball Club aprendo così la propria sezione calcio. Anche il Comitato Regionale Toscano dispose due promozioni per sfruttare il comma regolamentario dei sei club per regione nella massima categoria.

### Classifica finale
|  | Pos. | Squadra          | Pt | G | V | N | P | GF | GS | DR  |
|  | ---- | ---------------- | -- | - | - | - | - | -- | -- | --- |
|  | 1.   | Libertas Firenze | 12 | 6 | 6 | 0 | 0 | 20 | 2  | +18 |
|  | 2.   | Lucca            | 6  | 6 | 3 | 0 | 3 | 7  | 8  | -1  |
|  | 3.   | Itala Firenze    | 4  | 6 | 2 | 0 | 4 | 4  | 9  | -5  |
|  | 4.   | Prato            | 2  | 6 | 1 | 0 | 5 | 1  | 13 | -12 |

### Calendario
| Andata (1ª) | Andata (1ª) | Prima giornata | Ritorno (4ª) | Ritorno (4ª) |
|             |             |                |              |              |
| 16 feb.     | 2-1         | Lucca-Itala    | 1-0          | 9 mar.       |
| 16 feb.     | 0-3         | Prato-Libertas | 0-5          | 9 mar.       |

| Andata (2ª) | Andata (2ª) | Seconda giornata | Ritorno (5ª) | Ritorno (5ª) |
|             |             |                  |              |              |
| 9 feb.      | 0-2         | Itala-Libertas   | 0-4          | 16 mar.      |
| 23 feb.     | 1-0         | Prato-Lucca      | 0-2          | 16 mar.      |

| \| Andata (3ª) \| Andata (3ª) \| Terza giornata \| Ritorno (6ª) \| Ritorno (6ª) \| \| \| \| \| \| \| \| 2 mar. \| 0-1 \| Prato-Itala \| 0-2 \| 30 mar. \| \| 2 mar. \| 4-1 \| Libertas-Lucca \| 2-1 \| 30 mar. \| |             |                |              |              |
| Andata (3ª) | Andata (3ª) | Terza giornata | Ritorno (6ª) | Ritorno (6ª) |
| |             |                |              |              |
| 2 mar. | 0-1         | Prato-Itala    | 0-2          | 30 mar.      |
| 2 mar. | 4-1         | Libertas-Lucca | 2-1          | 30 mar.      |

### Verdetti
- P.G.F. Libertas e Lucca promosse in Prima Categoria 1913-1914.
- Itala e Prato successivamente ammesse in Prima Categoria.

## Lazio

### Squadre partecipanti
Al girone unico laziale presero parte le seguenti squadre:
- Audace Roma (squadra riserve di club di Prima Categoria), Roma
- Fortitudo, Roma, retrocessa
- U.S. Romana, Roma
- S.S. Tebro, Roma, non qualificata in Prima

### Verdetti finali
- Fortitudo promossa in Prima Categoria 1913-1914.